# Телков, Александр Прокофьевич
Александр Прокофьевич Телков (5 марта 1926 — 23 декабря 2010) — советский российский учёный, преподаватель высшей школы. Доктор технических наук, профессор кафедры ТюмГНГУ «Разработка и эксплуатация нефтегазовых месторождений». Создал научную школу по решению прикладных проблем проектирования и разработки нефтяных нефтегазовых и газовых месторождений. Подготовил более 30 кандидатов и докторов наук. Автор более 150 научных трудов, в том числе 10 монографий. Имеет многочисленные государственные награды.

## Биография
Родился 5 марта 1926 года в деревне Молоканово (современного Куюргазинского района Республики Башкортостан).
Трудовую биографию начал с 1942 г. секретарем Молокановского сельского совета, продолжив учителем семилетней школы.
В институте начинает научную деятельность: получает грамоту зам. Министра образования СССР по теме Законтурное заводнение нефтяных месторождений.
В 1956 г. окончил Уфимский нефтяной институт по специальности «Разработка нефтяных и газовых месторождений», квалификация — горный инженер.
Начал работать в НГДУ «Туймазанефть» (Башкирия) оператором. Далее мастером по добыче нефти, сменным помощником директора промысла.
В 1962 г. — окончил аспирантуру Московского института нефтехимической и газовой промышленности имени И. М. Губкина. Тема кандидатской диссертации «Некоторые задачи движения и равновесия границы раздела 2-х ж. в пористой среде». Направлен в Уфимский нефтяной институт, на кафедру РЭГКМ преподавателем.
С 1963 г. — доцент, издает монографию.
С июня 1965 г. по 20 февраля 1967 г. преподавал в должности профессора в Рангунском технологическом институте. Там же в Бирме издал 4 монографии на английском языке.
С 1972 г. возглавляет кафедру разработки газовых и газоконденсатных месторождений.
В 1972 г. — закончил докторантуру того же вуза. Тема диссертации «Гидродинамические решения задач, связанных с эксплуатацией нефтяных и газовых залежей с подошвенной водой».
С 1975 г. приступил к научно-педагогической деятельности в Тюменском индустриальном институте профессором, заведующим кафедрой транспорта и хранения нефти и газа.
С 1977 г. заведовал лабораторией новых методов повышения нефтеотдачи пласта в БашНИПИнефти.
С 1981 г. профессор кафедры разработки и эксплуатации нефтяных и газовых месторождений Тюменского индустриального института имени Ленинского Комсомола.
Подготовил 20 кандидатов и докторов технических наук. Автор 5 изобретений, защищены патентами и авторскими свидетельствами. Опубликовал более 150 научных работ.